# Asmodexia
Asmodexia és una pel·lícula de terror estrenada el 28 de novembre de 2014 del director Marc Carreté i escrita pel mateix Carreté i Mike Hostenech.

## Argument
Eloy de Palma, un pastor i exorcista, i la seva neta Alba, viatgen a Barcelona. Durant quatre dies ajuden a persones posseïdes, aquells membres més vulnerables de la societat, les ànimes dels quals són infectades per un ésser malèfic. Cada nou ritual serà un nou repte i un nou enfrontament amb el maligne, i donarà noves pistes sobre el passat del pastor i la seva neta, que havia estat oblidat i que podria significar un canvi en el món tal com ha estat conegut fins al moment.

## Repartiment
- Lluís Marco
- Clàudia Pons
- Irene Montalà
- Albert Baró
- Marta Belmonte
- Pepo Blasco
- Marina Durán
- Mireia Ros
- Sílvia Sabaté